# Melsterbeek
El Melsterbeek és un afluent del Gete que neix a Heiselt, un llogaret dins del poble de Jeuk al municipi de Gingelom de la província de Limburg a Bèlgica.
Amb els rius Dèmer, Mombeek i Herk rega la zona geogràfica dita Haspengouw humit, caracteritzada per la presència de molts rius i rierols. La batalla de Brustem del 1467 va tenir lloc als prats humits de la seva riba a l'entorn del castell de Brustem. A la seva riba es van construir des de l'alta edat mitjana uns molins d'aigua, dels quals es destaquen el Hornemolen del qual el primer esment data del 1211, el Mestermolen del segle xii que s'està reformant per-ne una petita central hidroelèctrica i el Grazenmolen.

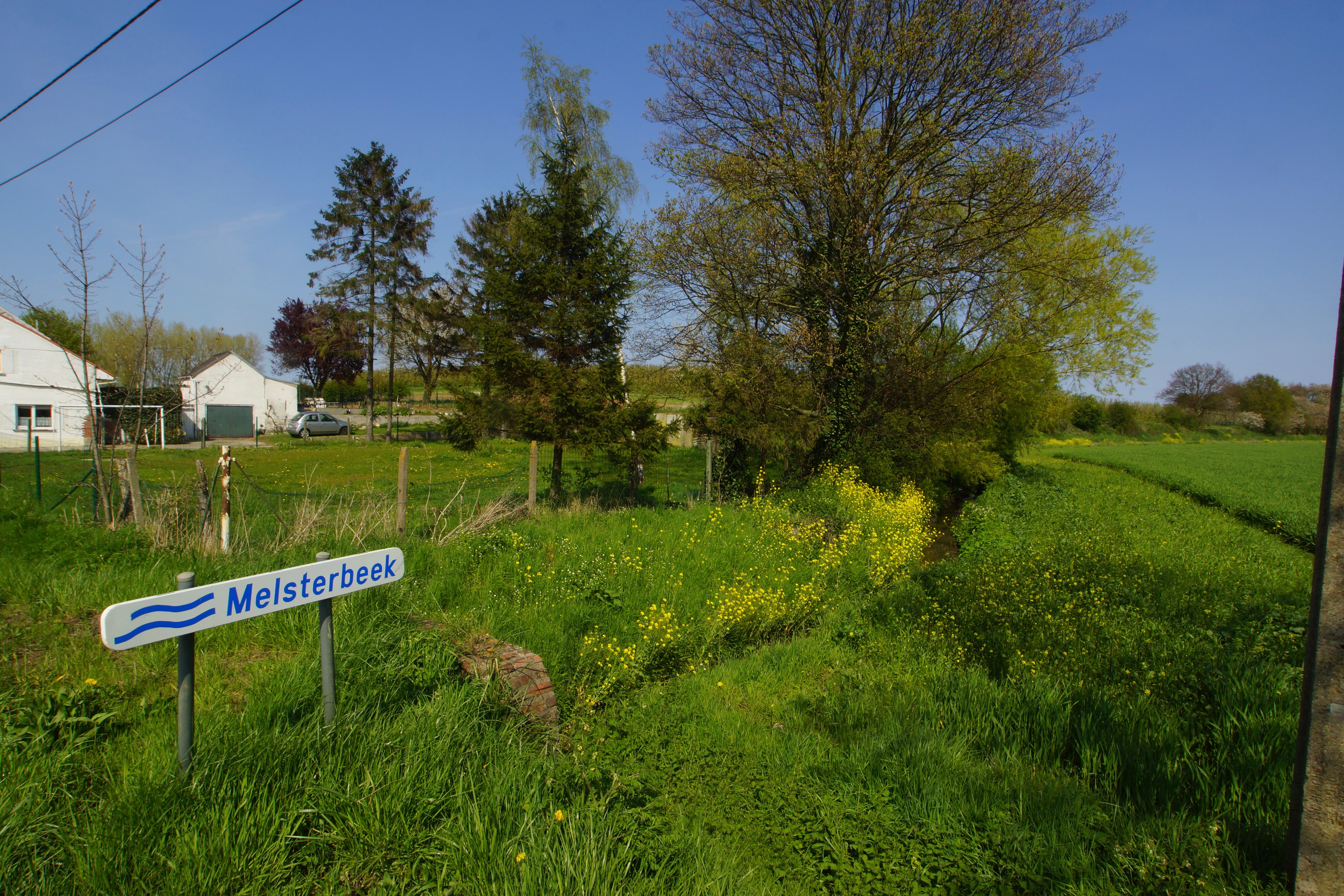
El riu a Gingelom, prop del llogaret de Mielen-boven Aalst

Moltes intervencions humanes del segle XX de racionalització van crear enormes problemes d'inundacions fangoses i d'erosió accelerada de la vall del Melsterbeek. Des de l'inici del segle xxi, s'ha executat un projecte anti-erosió amb una llarga sèrie de petites mesures per tal d'alentir el desguas i doncs la força erosiva de l'aigua. Fer sedimentar la fang en conques d'inundació controlades, construir bardisses de branques mortes i replantar bardisses d'arbustes vius, sembrar les ribes inundables d'herbes, conrear sense llaurades pregones, reduir el temps de les terres ermes... ràpidament van donar resultats concrets: una reducció entre 60 i 90% del volum de la fang, una reducció del cost de neteja després d'aigües altes i un cabal amb màxims menys extrems després de pluges intenses. A més, la qualitat de l'aigua continua augmentant, la sobrecàrrega de nutrients va baixar i s'observa una millora de la biodiversitat, particularment en l'avifauna amb més de 128 espècies, entre altres cabussets, rasclons, cotxes blaves i bitxacs comuns.
Afluents
- Cicíndria (Sint-Truiden)
- Molenbeek (Runkelen, un poble de Sint-Truiden)